# Jeżew (gromada)
Jeżew (od 1 VII 1966 Kłoniszew) – dawna gromada, czyli najmniejsza jednostka podziału terytorialnego Polskiej Rzeczypospolitej Ludowej w latach 1954–1972.
Gromady, z gromadzkimi radami narodowymi (GRN) jako organami władzy najniższego stopnia na wsi, funkcjonowały od reformy reorganizującej administrację wiejską przeprowadzonej jesienią 1954 do momentu ich zniesienia z dniem 1 stycznia 1973, tym samym wypierając organizację gminną w latach 1954–1972.
Gromadę Jeżew siedzibą GRN w Jeżewie utworzono – jako jedną z 8759 gromad na obszarze Polski – w powiecie sieradzkim w woj. łódzkim, na mocy uchwały nr 38/54 WRN w Łodzi z dnia 4 października 1954. W skład jednostki weszły obszary dotychczasowych gromad Jeżew, Dzierżązna Szlachecka, Ruda, Małyń i Kłoniszew oraz wieś Nowy Świat z dotychczasowej gromady Stefanów-Bąki ze zniesionej gminy Krokocice w tymże powiecie. Dla gromady ustalono 13 członków gromadzkiej rady narodowej.
1 stycznia 1956 gromada weszła w skład nowo utworzonego powiatu poddębickiego w tymże województwie.
1 lipca 1966 gromadę Jeżew zniesiono w związku z przeniesieniem siedziby GRN z Jeżewa do Kłoniszewa i zmianą nazwy jednostki na gromada Kłoniszew.